# Moderní gymnastika na Letních olympijských hrách 2008
Moderní gymnastika na Letních olympijských hrách 2008.

## Medailistky
| Soutěž           | Zlato | Stříbro                                                                                              | Bronz |
| ---------------- | --- | --- | --- |
| jednotlivkyně    | Jevgenija Kanajevová · Rusko (RUS) | Inna Žukovová · Bělorusko (BLR)                                                                      | Anna Bessonovová · Ukrajina (UKR) |
| společné skladby | Rusko (RUS) · Margarita Alijčuková · Anna Gavrilenková · Taťjana Gorbunovová · Jelena Posevinová · Darja Škurichinová · Natalija Zujevová | Čína (CHN) · Cchaj Tchung-tchung · Čchou Tchao · Lü Jüan-jang · Suej Ťien-šuang · Sun Tan · Čang Šuo | Bělorusko (BLR) · Olesja Babuškinová · Anastasja Ivankovová · Ksenija Sankovičová · Zinaida Luninová · Glafira Martinovičová · Alina Tumilovičová |